# Faya Millimono
Pour les articles homonymes, voir Millimono.
Faya Millimono né le 25 novembre 1962 en Guinée Forestiere, est un enseignant et  homme politique guinéen.

## Biographie et début
Faya Millimouno est né le 25 novembre 1962 en Guinée Forestiere. Eest homologué comme enseignant chercheur de l’école normale supérieure de Manéah en 1987. 
Parallèlement à ses tâches d’enseignement, il participe à la formation des directeurs d’école secondaires, des directeurs préfectoraux et des inspecteurs régionaux de l’éducation.
En 1993, est l’un des deux récipiendaires des bourses d’excellence de la francophonie offertes par le gouvernement canadien. Cette bourse lui permettra de préparer et soutenir sa maîtrise et son doctorat en administration de l’éducation à l’Université de Montréal.
Faya Millimouno a travaillé comme consultant en éducation à la Banque Mondiale, il a été gestionnaire des pensions à l’Université de Georgetown aux Etats Unis. 

## Parcours politique
Faya entame sa carrière politique en 1991 lorsque le multipartisme est autorisé avec le Parti guinéen du progrès (PGP) d’Abdoulaye Portos Diallo. Après une longue rupture, il revient en politique en 2008 dans l’opposition avec la nouvelle génération pour la république (NGR).
Cinq ans après, il crée son propre parti, le Bloc libéral (BL),,.